# 列皮亚霍夫卡农村居民点
列皮亚霍夫卡农村居民点（俄语：Репяховское сельское поселение）是俄罗斯联邦别尔哥罗德州红亚鲁加区所属的一个农村居民点。其下辖有4个居民点，行政中心为列皮亚霍夫卡。据2016年统计，该农村居民点的人口为956人。